# アヴェンジャー (航空機)
MQ-20 アベンジャー
プレデター C アベンジャー
- 用途：無人航空機 (UAV)
- 分類：無人戦闘攻撃機

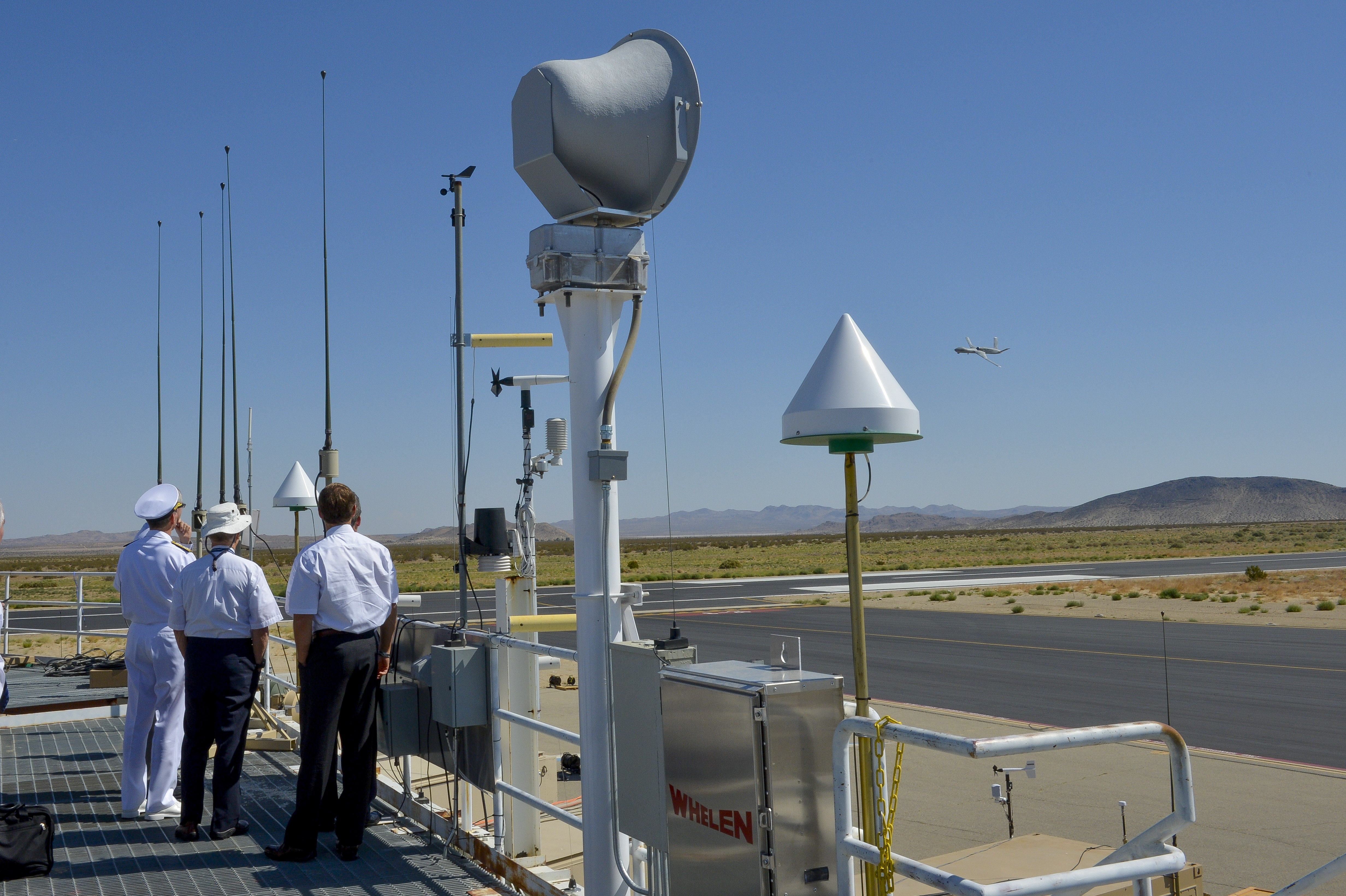
デモ飛行中のプレデター C アベンジャー無人航空機

- 製造者：ジェネラル・アトミックス・エアロノーティカル・システムズ
- 運用者

  -  アメリカ合衆国
- 初飛行：2009年4月4日
- 運用状況：準備完了

ジェネラル・アトミックス MQ-20 アヴェンジャー（英語: General Atomics MQ-20 Avenger: 復讐者の意）は、アメリカ合衆国のジェネラル・アトミックス・エアロノーティカル・システムズ（General Atomics Aeronautical Systems）社によって開発中の無人戦闘攻撃機である。通称プレデターC（Predator C）とも呼ばれる。

## 概要
RQ-1 プレデターやMQ-9 リーパーと共に、ジェネラル・アトミックス・エアロノーティカル・システムズ社が開発中の無人攻撃機である。
元々は3種類製作されたRQ-1 プレデターB試作機のうち2号機 (Predator B-002) をベースに開発されている（B-003がMQ-9である）。このB-002は、他の2種類とは異なり唯一ターボファンジェットエンジン（ウィリアムズ社製のFJ44-2Aエンジン）を搭載したものであり、最高速度も740km/h (400kt) と、他2つを凌駕するものである。
この試作機を基に、プラット・アンド・ホイットニー カナダPW545Bへ換装して機体をステルス性重視の設計とし、兵器をウェポンベイ（兵器庫）方式に、F-35やF-22のように垂直尾翼をVテイルにし、エンジンをS形エキゾーストにするなど、レーダー反射断面積 (RCS) を低減させる工夫も凝らされている。なお、アメリカ海軍の艦載機としてのトライアルに参加できるよう、翼は折り畳み可能となっている。
レーダーはMQ-9と同じく、AN/APY-8 リンクスII合成開口レーダーを搭載しているが、AESAレーダーを使った広域監視センサーも搭載している。
2009年4月4日に初飛行。しかしアメリカ空軍が推進していたMQ-9の後継機計画「MQ-X」が2012年2月15日に中止されたため、本機は行き場を失い、2018年に至るまで採用者は現れていない。一時アフガニスタンに派遣すると報じられたこともあったが、空軍は「試験用に限定して、アフガニスタンには派遣しない」と否定した。また、アメリカ海軍のUCLASS（艦載型航空監視・打撃用無人機）計画に提案したこともあったが、この計画は偵察と攻撃のどちらを主体にするかの方針が定まらないまま頓挫した。
2016年4月8日、インド空軍は約100機のアヴェンジャーを購入することをアメリカ政府に要望していると報じられた。ジェネラル・アトミックス社の幹部は、インド海軍のためにプレデターXPを40機購入する交渉中であり、アヴェンジャーを100機購入する許可を求めていると発言している。ほか、インド軍当局は、アメリカのアシュトン・カーター国防長官が4月10日にインドに訪問する際に無人機の購入について協議するとしている。
2018年11月9日、日本国政府が海上自衛隊にアヴェンジャーを導入する方向で検討していることを読売新聞が報じた。日本周辺で活動する中国軍の艦艇や北朝鮮の「瀬取り」と呼ばれる密輸取引の監視体制を強化する狙いがあり、2020年代後半に運用を始めることを目指しているとされる。また、無人機の活用を防衛計画の大綱に盛り込むことも検討している。2028年度にMQ-9B シーガーディアンを導入することが報道された。

## 搭載可能兵器
- AGM-114 ヘルファイア
- GBU-24 ペイブウェイ
- GBU-31 JDAM
- GBU-39

## 仕様
プレデター C アヴェンジャー・スペック 

### 一般的な特徴
- 製作: ジェネラル・アトミックス・エアロノーティカル・システムズ
- エンジン: プラット・アンド・ホイットニー カナダPW545Bターボファンエンジン 4,800 lbs(21、3 kN)
- 長さ: 12.50 m (41 ft)
- 翼幅: 20.12 m (66 ft、傾斜17度)
- 最高高度: 18,288 m (60,000 ft)
- 滞空時間: 20時間（燃料タンク搭載で22時間）
- 航続距離: 2,900 km
- ペイロード: 3,000 lb (1,400 kg)
- 最高速度: 740 km/h (400 knots)

### 武装
内部兵器ベイ3,500ポンド (1,600 kg)。6つの外部ハードポイント。合計6,500ポンド (2,900 kg)のペイロード。
- AGM-114ヘルファイアミサイル
- GBU-39 SDB – 250 lb (110 kg) 爆弾
- GBU-12 ペイブウェイ II, GBU-38 JDAM – 500 lb (230 kg) 爆弾
- GBU-16 ペイブウェイ II, GBU-32 JDAM – 1,000 lb (450 kg) 爆弾
- GBU-31 JDAM – 2,000 lb (910 kg) 爆弾

### アビオニクス
- レーダー: リンクス合成開口レーダー（AN/APY-8 Lynx II）
- センサー: AESA広域監視センサー（AESA Wide-area surveillance sensor）